# Druimarben
Druimarben (Schots-Gaelisch: Druim Earbainn) is een dorp op de oostelijke oever van Loch Linnhe ongeveer 3 kilometer ten zuiden van Fort William in de Schotse lieutenancy Inverness in het raadsgebied Highland.